# Pisidice (figlia di Eolo)
Pisidice (in greco antico: Πεισιδίκη?, Peisidíkē) è un personaggio della mitologia greca. 

## Genealogia
Figlia di Eolo e Enarete, sposò Mirmidone e divenne madre di Antifo (o Antippo) e di Attore.
Pisidice è presumibilmente anche la madre di altri figli di Mirmidone che sono indicati da varie fonti e tra cui vi sono Erisittone, Dioplete, Iscilla ed Eupolemeia.

## Mitologia
Secondo il racconto di Diodoro Siculo, suo figlio Attore fu re di Ftia, ma essendo senza figli, cedette il suo regno a Peleo, che fu poi padre di Achille che guidò i mirmidoni alla guerra di Troia. Secondo un'altra versione Attore ebbe un figlio Iro, padre a sua volta degli argonauti Euritione e Euridamante, e fu Euritione a cedere un terzo del suo regno a Peleo.
Antifo divenne invece padre di Ippea, che sposò il re lapita Elato.